# Erdwerk von Eltville
Das in Hanglage zwischen dem Rheinbach und dem Leimersbach bei Hattenheim liegende Erdwerk von Eltville wurde 1959 entdeckt und erstmals untersucht. Eine weitere Untersuchung wurde im April 1992 vorgenommen. Es wird der jüngeren Linearbandkeramik zugeordnet (ca. 5000 – 4800 v. Chr.).
Auf ca. 60 m Länge war ein Sohlgraben auszumachen. Dieser war ca. 3,5 m bis 4,5 m breit und 1,2 m tief. Seine Front war nochmals auf 2,0 m bis 2,6 m vertieft. Im Inneren fand man Fundamentgräbchen, welche evtl. zu Langbauten gehörten. Das Erdwerk war vermutlich eine Befestigung, welche die ersten Bauern der Region beherbergte. Wahrscheinlich handelt es sich hierbei um die älteste Befestigung im Taunus.

## Denkmalschutz
Der Bereich der Wallanlage ist ein Bodendenkmal nach dem Hessischen Denkmalschutzgesetz. Nachforschungen und gezieltes Sammeln von Funden sind genehmigungspflichtig, Zufallsfunde an die Denkmalbehörden zu melden.